# Titularbistum Thubunae in Numidia
Thubunae in Numidia (ital.: Tubune di Numidia) ist ein Titularbistum der römisch-katholischen Kirche. 
Das Bistum Thubunae in Numidia  war in Numidien angesiedelt, einer historischen Landschaft in Nordafrika, die weite Teile der heutigen Staaten Tunesien und Algerien umfasst.
| Titularbischöfe von Thubunae in Numidia |                                        |                                                      |                    |                   |
| Nr.                                     | Name                                   | Amt                                                  | von                | bis               |
| 1                                       | Joseph-Simon-Herman Brunault           | Koadjutorbischof von Nicolet (Québec) (Kanada)       | 30. September 1899 | 28. Juni 1904     |
| 2                                       | Frederico Benício de Souza e Costa     | emeritierter Bischof von Amazonas (Brasilien)        | 16. April 1914     | 26. März 1938     |
| 3                                       | Manuel Larraín Errazuriz               | Koadjutorbischof von Talca (Chile)                   | 7. Mai 1938        | 21. Januar 1939   |
| 4                                       | Antoine Everardo Giovanni Albers OCarm | Apostolischer Vikar von Malang (Indonesien)          | 15. März 1939      | 3. Januar 1961    |
| 5                                       | André van den Bronk SMA                | Apostolischer Präfekt von Parakou (Benin)            | 13. Februar 1962   | 10. Februar 1964  |
| 6                                       | Antoine-Marie Cazaux                   | emeritierter Bischof von Luçon (Frankreich)          | 4. Juli 1967       | 10. Dezember 1970 |
| 7                                       | Harold William Henry SSCME             | Apostolischer Administrator von Cheju (Südkorea)     | 28. Juni 1971      | 1. März 1976      |
| 8                                       | Héctor Manuel Rivera Pérez             | Weihbischof in San Juan de Puerto Rico (Puerto Rico) | 11. Juni 1979      | 9. April 2019     |
| 9                                       | Simon Peter Kamomoe                    | Weihbischof in Nairobi, ab 2025 in Wote (Kenia)      | 13. Februar 2024   |                   |